# 国际中文通用翻译能力测试
国际中文通用翻译能力测试，俗称CATTI国际版考试，是中国外文局举办的一项面向全球的中外翻译能力考试。该考试旨在弥补全国翻译专业资格（水平）考试的地区局限性，后者只能在中国大陆地区参加考试，而CATTI国际版支持在海外接受考试。